# Jurodivost
Jurodivost (ili ludost radi Krista) (rus. юродство) naizgled je nerazumno ponašanje u religijske svrhe, odricanje od svjetovnoga načina života, dragovoljno siromaštvo, koje je zastupljeno u kršćanstvu, gdje se smatra jednim od najtežih i najsmjelijih oblika nasljedovanja vjere.
Jurodivi (osobe koje prakticiraju jurodivost) obično koriste šokiranje i nekonvecionalno ponašanje radi propitivanja prihvaćenih normi, prorokovanja ili prikrivanja vlastite pobožnosti. Dobrovoljno se odriču svih zemaljskih dobara, svojih srodnika, postojbine, svijeta u kojem žive i uobičajenoga svjetovnoga ponašanja.
Jurodivost podrazumijeva dvojni život - vanjski, koji se kosi s normama ovoga svijeta, i unutrašnji, gdje duša živi u ljubavi prema Bogu.
Jurodivi preziru svjetovne običaje i bližnjima su povod za sablazan, izlažući se poruzi okoline. Hrana, odjeća i dom, a pogotovo bogatstvo, moć i vlast ne predstavljaju im ni vrijednost, ni neophodnu potrebu. Poste od hrane, puno se mole, odijevaju se vrlo skromno, nemaju svoju materijalnu imovinu ni nekretnine u svom vlasništvu. Smatra se da doslovno ispunjavaju Isusove riječi: „Zato vam kažem: Ne budite zabrinuti za život svoj: što ćete jesti, što ćete piti; ni za tijelo svoje: u što ćete se obući. Zar život nije vrijedniji od jela i tijelo od odijela?" "Pogledajte ptice nebeske! Ne siju, ne žanju niti sabiru u žitnice, pa ipak ih hrani vaš nebeski Otac.“ (Mt 6, 25-26).
Oni često ukazuju na proturiječnosti i licemjerje između istinskoga kršćanstva i društvene nemoralnosti. U Rusiji, jurodivi preuzimaju i društveno značajan podvig izobličavanja silnika ovoga svijeta, iskorijenjivanja zla i zaštite potlačenih, tako da asketskoj strani dodaju i izraženu socijalnu dimenziju.

## Primjeri jurodivosti
Svjedočanstva koja bi se mogla smatrati uzorima jurodivosti nudi još Stari zavjet. Postupci pojedinih starozavjetnih proroka čine se teško razumljivim i čudnima: tako je Izaija, predskazujući sužanjstvo Misiraca i Etiopljana, tri godine hodao gol i bos (Iz 20, 2-3); Jeremija je načinio sebi jaram oko vrata da bi ga poslao gospodarima susjednih zemalja za svjedočanstvo volje Božje (Jr 27 i 28); Ezekiel, predstavljajući opsadu Jeruzalema i prorokujući protiv onih što prestupiše zakon Božji, 390 dana ležao je na lijevoj i 40 dana na desnoj strani svoga tijela, jedući pljesnjiv kruh (Ez 4, 1-12); prorok Hosea oženio se prostitutkom na Božji zahtjev kao simbol stanja u društvu, jer se Izrael udaljio od Gospodina (Hos. 1, 1-3).
Sv. Ivan Krstitelj svojom je pojavom, vrlo asketskim životom u pustinji, propovijedanjem pokajanja i razobličavanjem silnika ovoga svijeta također pokazivao crte jurodivosti. Apostol Pavao u Prvoj poslanici Korinćanima izlaže misli koje će utemeljiti najbitnije odlike jurodivosti: "a mi propovijedamo Krista raspetoga: Židovima sablazan, poganima ludost, pozvanima pak - i Židovima i Grcima - Krista, Božju snagu i Božju mudrost. Jer ludo Božje mudrije je od ljudi i slabo Božje jače je od ljudi. Ta gledajte, braćo, sebe, pozvane: nema mnogo mudrih po tijelu, nema mnogo snažnih, nema mnogo plemenitih. Nego lude svijeta izabra Bog da posrami mudre, i slabe svijeta izabra Bog da posrami jake; i neplemenite svijeta i prezrene izabra Bog, i ono što nije, da uništi ono što jest, da se nijedan smrtnik ne bi hvalio pred Bogom". (1 Kor 1, 23-29).
Sv. Šimun Stilit iz 5. stoljeća, živio je 37 godina na vrhu stupa (grč. stylos), po čemu je dobio i naziv Stilit. Nakon života u špilji na neko vrijeme, premjestio se na vrh stupa. Želio je imati mir od tolikog broja ljudi i postići veću osamljenost, a opet nije ih htio posve odbiti, pa je napravio stup visok 20 metara i na njegovu vrhu mali ograđeni prostor u kojem je stanovao i na kojem je proveo ostatak života. Privukao je mnogo ljudi koji su došli iz daljine čuti ga kako propovijeda dva puta dnevno. Mnogi su mu se obraćali za savjet, pomoć, molitveni zagovor, čak i rimski carevi. Nakon njega, bilo je još redovnika, koji su živjeli na vrhu stupa i dobili su ime Stilit, prema grčkoj rijeci stylos za stup.
Najpoznatiji primjer na Zapadu je sv. Franjo Asiški, čiji je franjevački red poznat po vjernom nasljedovanju Kristova učenja. Sveti Franjo povukao se u prirodu i samoću, a družio se sa siromasima, te odjeven u vreću poslužuje gubavce. Nakon viđenja u crkvici svetog Damjana u Asizu, u kojem mu Krist s križa kaže: »Franjo, idi i obnovi moju Crkvu«, počinje popravljati tu ruševnu crkvu. Sugrađani su ga ispočetka smatrali čudakom, pa i luđakom, ali njegovo propovijedanje o apsolutnom evanđeoskom siromaštvu u doba oštro naglašenih klasno-ekonomskih razlika u feudalnom društvu nalazi pristalice među narodom i siromašnim slojevima građanstva. Broj Franjine pokorničke braće s vremenom je sve više rastao te se pokret svetog siromaštva širi velikom brzinom i postaje prijetnja za privilegirani položaj klera. Kako bi suzbio tu opasnost papa Inocent III. poziva Franju pred sebe i nakon što dobiva garancije da će pokret poštovati sva svjetovna prava Crkve i besprizivno se podlagati papinu autoritetu odobrava njegovo djelovanje.
Sveti Benedikt Josip Labre u 18. stoljeću, iskusio je želju za koju je smatrao da mu je Bog dao i inspiriran primjerom sv. Aleksija Rimskoga i sv. Roka napustio je svoju zemlju, roditelje i sve što je primamljivo u svijetu i odlučio se na novu vrstu života, posjećivao je hodočasnička mjesta. Tijekom tih putovanja uvijek bi hodao pješice, spavao na otvorenom ili u kutu prostorije, s blatnjavom odjećom. Rijetko je razgovarao, često molio i mirno prihvaćao sve tegobe na putovanjima.

## U Rusiji
Najveći procvat jurodivost doživljava u Rusiji, gdje se razvija počevši od 11. pa sve do 17. stoljeća. Ruska pravoslavna crkva kanonizirala je ukupno 37 jurodiva, najviše iz 15. i 16. stoljeća (npr. Vasilije Blaženi). U to doba u Rusiji je, sudeći po pisanim spomenicima, bilo prilično jurodivih; smatra se da su u Moskvi oni činili čak i poseban stalež. Krajem 16. i tijekom čitavog 17. stoljeća opada poštovanje jurodivih u narodu, a smanjuje se i broj onih koji bivaju dostojni crkvene kanonizacije. Bez duhovne podrške i fizički progonjeno od policije, jurodivost biva potisnuto. Crkva protiv jurodivih izdaje više ukaza, obznanjujući da njihova djela nemaju na sebi blagoslov. Pa ipak, pojedini slučajevi kanoniziranja jurodivih sreću se i tijekom 18., 19. i 20. stoljeća poput kanonizacije Ksenije Petrogradske.